# 洪宣治
洪宣治，中華民國（臺灣）政治人物，曾任軍法官，後代表中國國民黨在臺灣省第三選區（中中彰投）當選為第一屆第一、二次增額立法委員。